# Sven Aggesen
Sven(d) Aggesen, Svend Aggesøn eller Svend Aagesøn (latiniserat som Sveno Agonis eller Sveno Aggonis), som levde i slutet av 1100-talet, våren av Danmarks förste historieskrivare.
Han var av förnäm släkt: på moderns sida härstammade han från Palnatoke, och ärkebiskop Eskil i Lund var hans farbror. Förr troddes han ha varit kanik i Lund, men var snarare marsk hos ärkebiskop Absalon Hvide på dennes krigståg. På dennes uppmaning författade han Compendiosa historia regum Daniæ, Danmarks första sammanhängande historia i kort sammandrag.
Denna, som är skriven på latin, behandlar Danmarks öden från Skjold till år 1185, då kungen, Knut Valdemarsson, mottog hyllning av den pommerske hertigen Bogislav. Dessutom skrev han en framställning av vederlagsrätten. Båda utgavs först 1642 av Stephanius och är omtryckta i Scriptores rerum danicarum. En dansk översättning av Svend Aggesens historia utgavs av Rasmus Theodor Fenger 1842.
Claus Christoffersen Lyschander skrev i ung ålder av en handskrift av Sven Aggesens verk, som kom att ligga till grund för den senare rekonstruktionen av detta av Martin Clarentius Gertz 1915.